# Funmi Olonisakin
Funmi Olonisakin (sinh ngày 8 tháng 2 năm 1965) là một học giả người Anh gốc Nigeria, là giáo sư lãnh đạo, hòa bình và xung đột tại King College London, và là một học giả nổi tiếng tại Đại học Pretoria. Bà là người sáng lập và cựu Giám đốc Trung tâm Lãnh đạo Châu Phi (ALC) được thành lập theo nguyên tắc Pan-Phi để xây dựng thế hệ lãnh đạo và học giả tiếp theo trên lục địa châu Phi với các giá trị chuyển đổi cốt lõi. Olonisakin là giáo sư tại King College London và là Giám đốc Chương trình của chương trình Thạc sĩ Khoa học (MSc) của ALC về Lãnh đạo, hòa bình và an ninh. Bà là một nghiên cứu viên của Khoa học Chính trị tại Đại học Pretoria, và là một học giả nổi tiếng của Quỹ Andrew Mellon và là một thành viên xuất sắc của Trung tâm Chính sách An ninh Geneva (GCSP). Bà hiện là thành viên của nhóm chuyên gia tư vấn của Hội đồng Bảo an Liên Hợp Quốc (UNSC). về việc xem xét Kiến trúc xây dựng hòa bình của Liên hợp quốc.
Olonisakin hiện là Phó Chủ tịch/Hiệu trưởng (Quốc tế) của King College London. Bà trước đây là Phó Hiệu trưởng Quốc tế, Khoa Khoa học Xã hội và Chính sách Công, Đại học King London, bà là nữ giáo sư da đen đầu tiên và là phụ nữ da đen đầu tiên giảng bài khai mạc tại King College London..

## Giáo dục
Sinh ra ở Nam London trong một gia đình Nigeria, Giáo sư 'Funmi (Oluwafunmilayo) Olonisakin  có bằng cấp đầu tiên tại Đại học Obafemi Awolowo, Ile-Ife, Nigeria, Khoa học Chính trị (BSc). Bà tiếp tục lấy bằng thạc sĩ về Nghiên cứu Chiến tranh cũng như bằng Tiến sĩ Nghiên cứu Chiến tranh tại Đại học King London.

## Sự nghiệp
Trong sự nghiệp kéo dài nhiều thập kỷ, Olonisakin đã tiếp tục xây dựng một phong trào quần chúng quan trọng của các nhà lãnh đạo và học giả châu Phi với các giá trị nội tại thúc đẩy chủ nghĩa châu Phi về sự liêm chính, tôn trọng sự đa dạng, theo đuổi sự xuất sắc, lôi kéo cơ quan thanh niên ở châu Phi và tư duy độc lập. Bà ủng hộ việc đóng cầu nối giữa các học giả, chính sách và thực tiễn. Thông qua Trung tâm lãnh đạo châu Phi (ALC), chia sẻ kiến thức và chuyển giao đặc biệt thông qua các hoạt động cố vấn là một trong những cách mà Olonisakin sử dụng với sự tham gia của một số cố vấn nổi tiếng trong khoa để tham gia vào các nghiên cứu sinh của ALC. Olonisakin gần đây đã từ chức Giám đốc ALC trong khi tiếp tục hỗ trợ Trung tâm trong các năng lực khác nhau.
Bên cạnh việc giảng dạy, Olonisakin đóng góp cho các cuộc tranh luận về hòa bình và xung đột ở châu Phi, trong đó bà phải ghi nhận một loạt các ấn phẩm. Bà là thành viên sáng lập của Mạng lưới khu vực an ninh châu Phi (ASSN) và từng là Điều phối viên khu vực Tây Phi từ năm 2008 đến năm 2012. Bà phục vụ trong Hội đồng Chương trình nghị sự toàn cầu của Diễn đàn kinh tế thế giới về các quốc gia mong manh từ năm 2008 đến 2010 xem xét và đánh giá cách thức lãnh đạo biến đổi có thể có tác động lâu dài như vậy đối với quản trị và tái thiết sau xung đột.
Olonisakin từng là một nhân viên của Liên Hợp Quốc, thông qua Đại diện đặc biệt của Tổng thư ký Liên hợp quốc về trẻ em và xung đột vũ trang, nơi bà quản lý đơn vị châu Phi. Trong thời gian tham gia chuyên môn vào vai trò này, "bà đã tạo điều kiện thành lập Ủy ban Quốc gia về Trẻ em bị ảnh hưởng bởi Chiến tranh ở Sierra Leone và Đơn vị Bảo vệ Trẻ em trong Cộng đồng Kinh tế của các Quốc gia Tây Phi (ECOWAS). Bà đã phục vụ nhiều vai trò khác với Liên minh châu Phi và ECOWAS, đặc biệt là ở phụ nữ trong xây dựng hòa bình, quản trị, trẻ em trong các khu vực chủ đề xung đột. Bà cũng là Giám đốc của Nhóm Xung đột, An ninh và Phát triển tại King College London từ năm 2003 đến 2013.
Sáp mạnh hơn trong lĩnh vực mà bà chọn để tạo ra những dấu ấn và bản in không thể xóa nhòa trên thế giới, Olonisakin hiện đang đóng góp kiến thức của mình cho Kiến trúc An ninh và Hòa bình châu Phi với tư cách là thành viên của nhóm chuyên gia tư vấn cho Đánh giá Kiến trúc Hòa bình Liên Hợp Quốc. Bà thuộc Viện lãnh đạo châu Phi Thabo Mbeki (TMALI) với tư cách là thành viên Ban cố vấn quốc tế; Trung tâm kiểm soát dân chủ lực lượng vũ trang (DCAF) của Geneva; Diễn đàn cấp cao về an ninh ở châu Phi Tana và Hội đồng ủy thác cảnh báo quốc tế và Trung tâm đối thoại nhân đạo.
Olonisakin là người phụ nữ da đen đầu tiên tiếp cận đội ngũ giáo sư tại trường cao đẳng King, London.

## Tư tưởng
Olonisakin duy trì cách tiếp cận tiến bộ, đa dạng và biến đổi đối với cuộc sống. Bà phát triển mạnh về nghiên cứu dựa trên bằng chứng và thúc đẩy mạnh mẽ khả năng lãnh đạo chuyển đổi.

## Ấn phẩm được chọn

### Sách
- Dân quân và Bạo lực ở Tây Phi: Tôn giáo, Chính trị và cấp tiến, chủ biên. James Gow, Funmi Olonisakin & Ernst Dijxhoorn. Luân Đôn: Routledge, 2013. ISBN 9780415821377
- Phụ nữ và Quản trị An ninh ở Châu Phi, chủ biên. Funmi Olonisakin & Awino Okech. Oxford: Pambazuka Press, 2011. ISBN 9781906387891 Mã số   Muff906387891
- Phụ nữ, Hòa bình và An ninh: Chuyển Chính sách thành Thực tiễn, chủ biên. Funmi Olonisakin, Karen Barnes & Eka Ikpe. Luân Đôn: Routledge, 2011. ISBN 9780415587976 Mã số   YAM415587976
- Chuyển đổi ngành an ninh ở châu Phi, ed. Alan Bryden & Funmi Olonisakin. Munster: Lit Verlag, 2010. ISBN 9783643800718 Mã số   9803643800718
- Những thách thức của quản trị ngành an ninh ở Tây Phi, ed. Alan Bryden, Boubacar Ndiaye & Funmi Olonisakin. Munster: Lit Verlag, 2008. ISBN 9783037350218 Mã số   9803037350218
- Gìn giữ hòa bình ở Sierra Leone: Câu chuyện về UNAMIL. Boulder và London: Lynne Reinner, 2008. ISBN 9781588265203 Mã số   Miếng88265203
- Phát triển toàn cầu và an ninh con người, chủ biên. Robert Picciotto, Funmi Olonisakin & Michael ClarkeNew Brunswick và London: Nhà xuất bản giao dịch, 2007. ISBN 9781412811484 Mã số   Xà12811484
- Cẩm nang về quản trị ngành an ninh ở châu Phi], ed. Nicole Ball & Kayode Fayemi. London: Trung tâm Dân chủ và Phát triển, 2004.
- Tái tạo gìn giữ hòa bình ở châu Phi: Các vấn đề về khái niệm và pháp lý trong hoạt động của ECOMOG. The Hague: Luật quốc tế Kluwer, 2000. ISBN 9789041113214 Mã số   9809041113214
- Thu hút Sierra Leone. Luân Đôn: Trung tâm Dân chủ và Phát triển, 2000. ISBN 9781902296081 Mã số   Muff902296081
- Những người gìn giữ hòa bình, chính trị gia và lãnh chúa, bởi Abiodun Alao, Funmi Olonisakin & John Mackinlay Tokyo: Nhà xuất bản Đại học Liên Hợp Quốc, 1999. ISBN 9789280810318 Mã số   Mộng280910318